# Beverly Bayne
Beverly Bayne est une actrice américaine, née le 11 novembre 1894 à Minneapolis (Minnesota), morte le 18 août 1982 à Scottsdale (Arizona).

## Filmographie

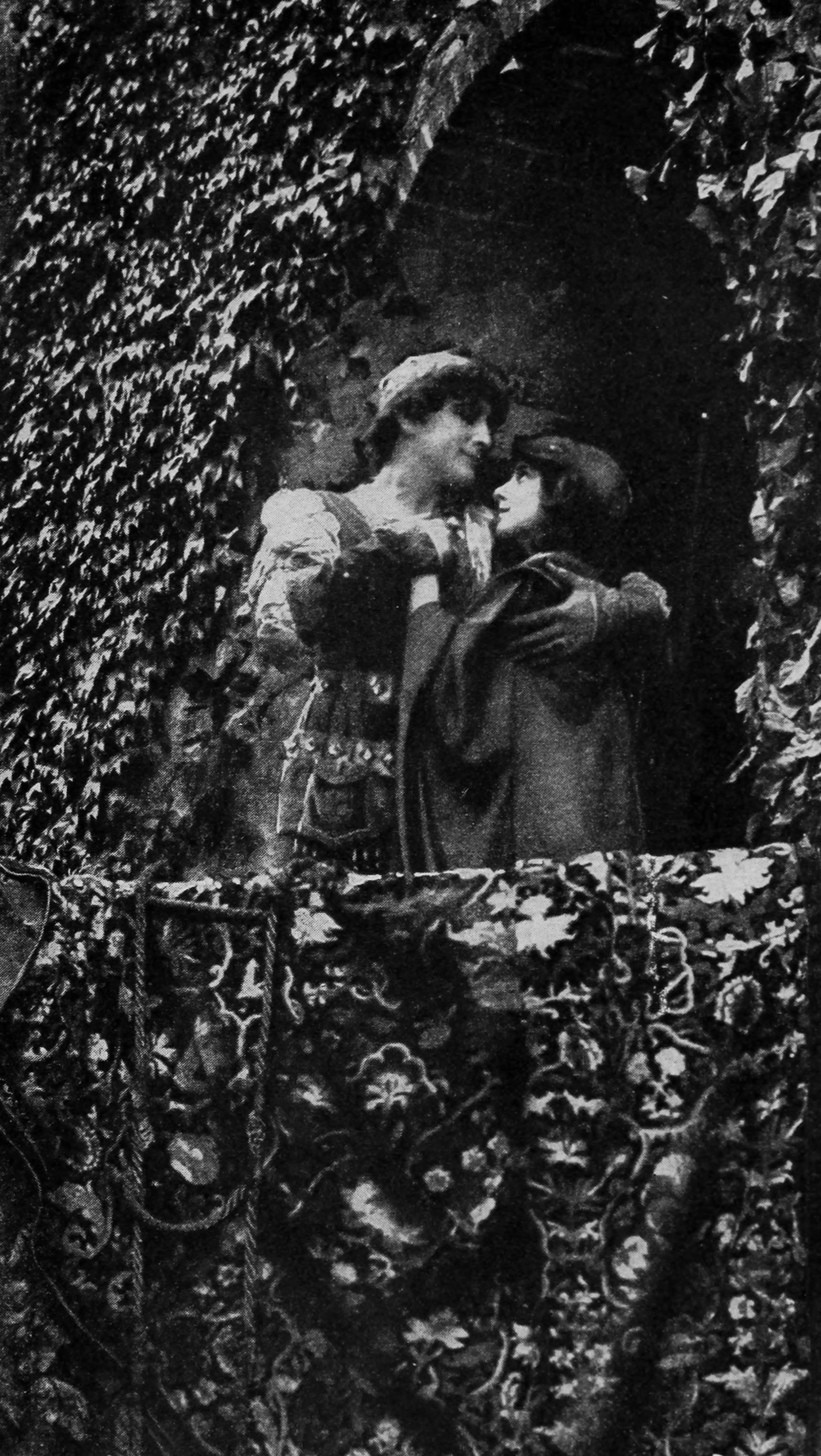
Beverly Bayne avec Francis X. Bushman dans Romeo and Juliet (1916).

- 1912 : The Rivals (it) de Mack Sennett : Mary
- 1912 : The Loan Shark
- 1912 : A Soul Reclaimed : Mary
- 1912 : A Good Catch
- 1912 : The Legacy of Happiness
- 1912 : Billy Changes His Mind
- 1912 : The Mis-Sent Letter : Sarah, Silverman's Niece
- 1912 : Springing a Surprise : Billy's Wife
- 1912 : White Roses : Mary Fuller
- 1912 : The Butterfly Net : Beverly
- 1912 : The Understudy : Mary
- 1912 : The New Church Organ : Beverly Barlow
- 1912 : The Old Wedding Dress : Jennie
- 1912 : An Adamless Eden : Eva Dixon, a Waitress
- 1912 : The Magic Wand
- 1912 : The Return of Becky : Becky
- 1912 : Back to the Old Farm : Mollie
- 1912 : Billy McGrath's Love Letters : Kitty Reese
- 1912 : Well Matched : Female Orchestra Member
- 1912 : The Redemption of Slivers : Alice Prescott
- 1912 : The Grassville Girls : Rose
- 1912 : The Snare : Mary Clement, the Detective
- 1912 : The Thrifty Parson
- 1912 : Miss Simkins' Summer Boarder
- 1912 : House of Pride : Mrs. James Williams
- 1912 : The Penitent : Alice Danville
- 1912 : The Iron Heel
- 1912 : The Supreme Test
- 1913 : Seeing Is Believing
- 1913 : When Soul Meets Soul
- 1913 : What George Did : The Girl
- 1913 : The Farmer's Daughter : Nellie Allen
- 1913 : Hypnotism in Hicksville : Susan
- 1913 : Love and Lavallieres : Gwendoline, Miss Ohlen's Niece
- 1913 : The Girl in the Case : Ruth, Old Geaser's Niece
- 1913 : Teaching Hickville to Sing : Dolly Featherheels
- 1913 : The Gum Man : The Innkeeper's Daughter
- 1913 : The Tale of a Clock : Dora Dean
- 1913 : The Trail of the Itching Palm : Mary Brown
- 1913 : The Will-Be Weds : Helen, Jack's Sweetheart
- 1913 : The Wardrobe Lady : Priscilla
- 1913 : The Rival Salesmen : John Redmond's Daughter
- 1913 : Cousin Jane : Cousin Jane MacArthur
- 1913 : A Tango Tangle : Mrs. Jigger
- 1913 : The Same Old Story : The Manicurist
- 1913 : Phillip March's Engagement : Mary Adams
- 1913 : Hilda Wakes : Mrs. John Woods
- 1913 : A Brother's Loyalty : Hal's Wife
- 1913 : The Divided House : Mrs. Balse
- 1913 : Witness 'A-3 Center'
- 1913 : Re-Tagged
- 1913 : What's the Matter with Father? : Gertrude Davis
- 1913 : The Forbidden Way
- 1913 : Tit for Tat (it)
- 1913 : Good Night, Nurse : The Sanitarium Nurse
- 1913 : The Whip Hand
- 1913 : The Power of Conscience
- 1913 : The Hermit of Lonely Gulch : Diana Trevor
- 1913 : Sunlight : Young Woman
- 1913 : The Right of Way de Sadie Weston : Rosemary
- 1913 : For Old Times Sake
- 1913 : Dear Old Girl (en) : Dora Allen
- 1913 : The Way Perilous : The Young Woman
- 1913 : The Love Lute of Romany : The Farmer's Sweetheart
- 1913 : The Toll of the Marshes
- 1913 : The Death Weight : Alice, the Niece
- 1913 : The Little Substitute : The Child's Mother
- 1913 : Smithy's Grandma Party
- 1913 : The Stigma : Alice Madden, an Outcast
- 1914 : A Foot of Romance : Beverly
- 1914 : Through the Storm : Susan Burton
- 1914 : The Girl at the Curtain : Mary Burns
- 1914 : One-to-Three
- 1914 : Oh, Doctor : Beulah Crane
- 1914 : The Love Route Via Pittman : Hazel
- 1914 : Bridget Bridges It
- 1914 : Curing a Husband : The Wife
- 1914 : Making Him Over -- For Minnie
- 1914 : Three Little Powders
- 1914 : This Is the Life
- 1914 : The Fable of the Brash Drummer and the Nectarine : Clara Louise Willoughby, The Nectarine
- 1914 : The Countess : Countess Ysioff
- 1914 : The Epidemic
- 1914 : The Fable of Napoleon and the Bumps : Mrs. Smalley
- 1914 : His Stolen Fortune : Lola
- 1914 : One Wonderful Night (en) d'E. H. Calvert : Lady Hermione
- 1914 : A Gentleman of Leisure : Dolly Fraser
- 1914 : The Masked Wrestler : Margery Winters
- 1914 : Two Men Who Waited : Marian
- 1914 : Under Royal Patronage : Helen Churchill
- 1914 : The Devil's Signature : Ethel Vandiver
- 1914 : The Plum Tree : Alice Graham
- 1914 : Love's Magnet : Betty
- 1914 : The Verdict : The Young Woman
- 1914 : Through Eyes of Love : Bessie Morris
- 1914 : In the Glare of the Lights : Martha Stedman
- 1914 : The Private Officer : Muriel March
- 1914 : The Prince Party : Betty Ogilvie
- 1914 : Scars of Possession : Louise Cartwright
- 1914 : The Fable of the Bush League Lover Who Failed to Qualify : Lucy Livingston
- 1914 : Every Inch a King : Elba Allen
- 1914 : The Loose Change of Chance
- 1914 : The Volunteer Burglar
- 1914 : Any Woman's Choice : The Woman
- 1915 : The Ambition of the Baron (en) : Annetta
- 1915 : Thirteen Down : Jeanne Lamarde
- 1915 : The Accounting : Olga Petroff
- 1915 : When the Fates Spin
- 1915 : The Great Silence : Loyal Channing
- 1915 : An Opal Ring : Miss Proctor and Queen Carlotta Marie Victoria of Campania
- 1915 : Graustark : Princess Yetive
- 1915 : The Mystery of the Silent Death
- 1915 : The Conspiracy at the Chateau
- 1915 : On the Dawn Road : Helen Armstrong
- 1915 : Thirty : Ellen March
- 1915 : Manners and the Man
- 1915 : Whose Was the Shame?
- 1915 : The Man Who Found Out
- 1915 : Providence and Mrs. Urmy : Jeanette
- 1915 : The Leather Goods Lady
- 1915 : The Counter Intrigue
- 1915 : A Bag of Gold : Mildred Mackay
- 1915 : Eyes That See Not
- 1915 : Hearts and Roses
- 1915 : A Mansion of Tragedy
- 1915 : The Crimson Wing
- 1915 : Pennington's Choice (en) : Eugenia Blondeau / Marie Blondeau
- 1915 : On the Private Wire
- 1916 : Man and His Soul (en) : Mary Knowles
- 1916 : The Red Mouse
- 1916 : The Wall Between : Edith Ferris
- 1916 : A Million a Minute (en) : Dagmar Lorraine
- 1916 : A Virginia Romance (en)
- 1916 : The Greater Obligation
- 1916 : In the Diplomatic Service (it) de Francis X. Bushman : Beverly Ryerson
- 1916 : Romeo and Juliet (en) : Juliet
- 1917 : The Great Secret (it) de Christy Cabanne : Beverly Clarke
- 1917 : Their Compact (en) d'Edwin Carewe : Mollie Anderson
- 1917 : The Adopted Son : Marion Conover
- 1917 : The Voice of Conscience (en) : Allane Houston
- 1917 : Red, White and Blue Blood : Helen Molloy-Smythe
- 1918 : Under Suspicion (en) : Virginia Blake
- 1918 : The Brass Check (en) : Edith Everett
- 1918 : With Neatness and Dispatch : Geraldine Ames
- 1918 : Cyclone Higgins, D.D. de Christy Cabanne : Sally Phillips
- 1918 : Social Quicksands : Phyllis Lane
- 1918 : A Pair of Cupids : Virginia Parke
- 1918 : The Poor Rich Man (en) de Charles Brabin : Arizona Brown
- 1919 : God's Outlaw de Christy Cabanne : Ruth Heatherly
- 1919 : Daring Hearts : Louise de Villars
- 1920 : Smiling All the Way : Doubtful Cameo Appearance
- 1923 : Modern Marriage (en) : Denise Varley
- 1924 : Her Marriage Vow : Carol Hilton
- 1924 : The Tenth Woman (en) : Willa Brookes
- 1924 : La Comtesse Olenska (The Age of Innocence) de Wesley Ruggles : la Comtesse Olenska
- 1925 : Who Cares (en) : Mrs. Hosack
- 1925 : Passionate Youth : Mary Rand
- 1948 : La Cité sans voiles (The Naked City) : Mrs. Stoneman